# Tūt-e Şafar
Tūt-e Şafar är en ort i Iran.   Den ligger i provinsen Khorasan, i den nordöstra delen av landet, 900 km öster om huvudstaden Teheran. Tūt-e Şafar ligger 1 105 meter över havet och antalet invånare är 168.
Terrängen runt Tūt-e Şafar är lite bergig. Runt Tūt-e Şafar är det ganska glesbefolkat, med 35 invånare per kvadratkilometer. Närmaste större samhälle är Ostā-ye Pā'īn, 4,7 km sydost om Tūt-e Şafar. Omgivningarna runt Tūt-e Şafar är i huvudsak ett öppet busklandskap.